# Порез на додату вредност
Порез на додату вредност (ПДВ) облик је потрошачког пореза. Из перспективе купца, то је такса на плаћену цену, а из перспективе продавца, то је порез само на додатну вредност производа, материје или услуге; из рачуноводствене тачке гледишта, то је део фазе производње или дистрибуције. Произвођач прослеђује влади разлику између ова два износа, а остатак задржава за себе.
ПДВ је изумео француски економиста Морис Лоре 1954. године. Он је био директор француске пореске службе која је 10. априла 1954. увела порез на додату вредност. Овај порез је најпре уведен као оптерећење само за велике компаније, али је временом његово деловање проширено на све области пословања.